# Killer Cell Immunoglobulin-like Receptor
Die killer cell immunoglobulin-like receptors (kurz KIR oder KIR-Rezeptoren) sind Rezeptoren, die hauptsächlich in der Plasmamembran von natürlichen Killerzellen (NK-Zellen) vorkommen, also einen Teil des Immunsystems von Säugetieren darstellen. Mit Hilfe der KIR erkennt die NK-Zelle krankhafte Zellen, wie Tumorzellen oder von Mikroorganismen befallene Zellen. Dies geschieht mit Hilfe von kurzen Peptiden, die jede Zelle ihrem Stoffwechsel entnimmt und an der Plasmamembran präsentiert (siehe Haupthistokompatibilitätskomplex). An diese kann KIR nun binden oder eben nicht und so zwischen kranken und gesunden Zellen unterscheiden.
Die KIR-Gene bilden eine Genfamilie, die sich auf dem menschlichen Chromosom 19 (Genlocus 19q13.4) befindet und zu der Immunglobulin-Superfamilie gehört. Die von diesen Genen kodierten Rezeptoren werden fast ausschließlich auf NK-Zellen exprimiert; allerdings gibt es auch eine kleine Subpopulation von T-Zellen, die ebenfalls KIR auf der Zelloberfläche exprimieren. Die KIR sind in Menschen und anderen Primaten die wichtigsten NK-Zell-Rezeptoren, während bei Mäusen die LY49 Moleküle die analoge Funktion übernehmen. 
Man unterscheidet bei den KIR zwischen aktivierenden und inhibierenden Rezeptoren, die sich hauptsächlich in der transmembranen Region und dem zytoplasmatischen Schwanz unterscheiden. Sowohl den inhibierenden als auch den aktivierenden dienen MHC-Klasse-I-Moleküle als Liganden.
Bei Menschen gibt es 14 KIR-Gene, jedoch variiert die Anzahl der vorhandenen KIR-Gene im Genom von unterschiedlichen Menschen. Auch die Expression der unterschiedlichen Kombinationen von KIR-Molekülen auf den Zellen variiert, wobei das jeweilige Expressionsmuster der Rezeptoren an die Tochterzelle durch Methylierung der nicht exprimierten KIR-Gene weitergegeben wird.